# رابيد (لغة برمجة)
رابيد (بالإنجليزية: RAPID)‏، هي لغة برمجة عالية المستوى تُستَخدم للتحكّم في روبوتات إيه بي بي الصناعيّة. صدرت في نفس وقت صدور نظام التحكّم إس4 (بالإنجليزية: S4 Control System)‏ في عام 1994 من قِبَل مجموعة إيه بي بي، مُلغيةً لغة البرمجة أرلا.
تتضمّن ميّزات اللُّغة:
- بارامترات روتينيّة:
  - إجراءات - تُستَخدم كبرنامج ثانويّ.
  - دوال - تعود بقيمة لنوع مخصّص وَتُستَخدم كمُعطىً للتوجيهات.
  - فخ الروتينات - وسيلة للاستجابة إلى المُقاطعات.
- التعابير المنطقيّة وَالحِسابيّة.
- استيعاب آليّ للأخطاء.
- برامج جزئيّة.
- تعدُّد المَهام.

## روابط خارجيّة
- "Programming in Rapid (Reference)"
- "ABB RobotStudio Manual (With Rapid Reference)"

## قراءة موسَّعة
- ABB Robotics Products AB, RAPID Reference Manual